# Teresa e Claudio
Teresa e Claudio (título original en italiano; en español, Teresa y Claudio) es una farsa en dos actos con música de Giuseppe Farinelli y libreto en italiano de Giuseppe Maria Foppa. Se estrenó el 9 de septiembre de 1801 en el Teatro San Luca de Venecia. La ópera se repuso en Londres en el año 1810.

## Personajes
| Personaje                             | Tesitura | Reparto del estreno, 9 de septiembre de 1801 |
| ------------------------------------- | -------- | -------------------------------------------- |
| Teresa, mujer de Claudio              | soprano  | Maria Ceccherelli                            |
| Nerina, criada en casa de Milord Wilk | soprano  | Annunziata Berni                             |
| Claudio, marido de Teresa             | tenor    | Ludovico Brizzi                              |
| Jones, criado de Milord Wilk          | tenor    | Giovanni Prada                               |
| Milord Wilk                           | bajo     | Giuseppe Tavani                              |
| Leggerezza, poeta                     | bajo     | Nicola de Grecis                             |